# Football Club Deren
Deren Football Club, é um clube de futebol mongol fundado em 2008, que joga desde 2015 na Liga Nacional da Mongólia.

## Índice
1. História
2. Particularidades
3. Conquistas
4. Estádio
5. Classificações por Temporada
6. Cronologia de Treinadores
7. Elenco Atual
8. Links Externos
9. Referências

## História
O clube foi inicialmente estabelecido como uma academia juvenil. Para oferecer melhores oportunidades aos jovens jogadores de alcançar um nível nacional, decidiu-se participar das ligas superiores do futebol profissional.
Essa abordagem é mantida até hoje e conferiu ao clube o título de "A Equipe Nacional" ("Монголын баг" ou "The Nationals' Team").

## Particularidades
Ao contrário da maioria das outras equipes mongóis, que recrutam principalmente jogadores estrangeiros e os complementam com talentos locais, o FC Deren forma o núcleo de suas equipes profissionais desde a juventude. É também o único clube de futebol da Mongólia com sua própria infraestrutura, incluindo centro de treinamento e campo coberto, que permite a realização de treinos tanto no verão quanto no inverno.
Além disso, o clube está construindo um hotel esportivo com instalações de treinamento próximo ao Airdome de tamanho real (114 x 82 x 29 metros) financiado pela FIFA e administrado pela Federação Mongol de Futebol no Aimag Töv, cerca de 40 km fora de Ulaanbaatar. Com isso, o FC Deren é o único clube mongol que pode oferecer acomodações e campos de treino para equipes estrangeiras.
O novo centro esportivo deve ser inaugurado na primavera de 2025.

## Conquistas
- Liga Nacional da Mongólia: Vice-campeão 2021, 2022-23
- Vencedor da Supercopa Mongol: 2022[4], 2023[5]

## Estádio
O clube atualmente realiza seus jogos no MFF Football Centre em Ulaanbaatar. O estádio, inaugurado em 2006, foi modernizado em 2013 pela empresa-mãe do FC Deren, "Deren Naran LLC", em parceria com um parceiro holandês, e agora possui capacidade para 5.000 espectadores.

## Classificações por Temporada
| Temporada | Liga | Colocação | Copa da Mongólia |  |
| --------- | ---- | --------- | ---------------- |  |
| 2015      | 1    | 7º        | -                |  |
| 2016      | 1    | 5º        | Vice-campeão     |  |
| 2017      | 1    | 4º        | Semifinal        |  |
| 2018      | 1    | 5º        | Oitavas de final |  |
| 2019      | 1    | 5º        | Quartas de final |  |
| 2020      | 1    | 6º        | Não realizado    |  |
| 2021      | 1    | 2º        | Não realizado    |  |
| 2021-2022 | 1    | 4º        | Não realizado    |  |
| 2022-23   | 1    | 2º        | Semifinal        |  |
| 2023-24   | 1    | 3º        | Semifinal        |  |

## Cronologia de Treinadores
| Treinador                   | País       | De          | Até         |
| --------------------------- | ---------- | ----------- | ----------- |
| Davor Berber                | Sérvia     | 21 mar 2010 | 30 jun 2010 |
| Vojislav Bralušić           | Sérvia     | 1 jul 2015  | 31 dez 2018 |
| Paulo Jorge Silva           | Portugal   | 19 nov 2019 | 17 jun 2021 |
| Munkhbat Purevdorj          | Mongólia   | 21 jun 2021 | 30 nov 2021 |
| Marek Fabula                | Eslováquia | 1 fev 2022  | 20 nov 2022 |
| Munkhbat Chimeddorj         | Mongólia   | 16 dez 2022 | 30 jun 2024 |
| Pedro Portela Pinto Miranda | Portugal   | 24 jan 2024 | 9 set 2024  |

## Elenco Atual
Atualizado em: 22 de outubro de 2024
| Nº | Posição | Nome                        |
| -- | ------- | --------------------------- |
| 1  | GL      | Sereekhuu Batmagnai         |
| 2  | DF      | Tuvshinjargal Dulguun       |
| 3  | DF      | Bat-Erdene Uuganbat         |
| 6  | DF      | Ganbat Dulgu un             |
| 8  | MC      | Baljinnyam Batmunkh         |
| 9  | MC      | Munkhsaikhan Munkhkhuslen   |
| 10 | MC      | Tuvshinjargal David         |
| 11 | AT      | Funami Yutaro (Japão)       |
| 12 | DF      | Mönch-Orgil Orchony         |
| 15 | MC      | Gan-Erdene Erdenebat        |
| 18 | AT      | Altanchimeg Purevsuren      |
| 19 | AT      | Tseveensuren Dalaitseren    |
| 20 | AT      | Usukh-Ireedui Baatar        |
| 22 | GL      | Jargalsaikhan Saikhanjargal |
| 23 | DF      | Enkhbold Erkhembayar        |
| 24 | MC      | Naranbat Anand              |
| 33 | DF      | Naranbaatar Khashchuluun    |
| 37 | DF      | Hwi-han Kim (Coreia)        |
| 77 | MC      | Enkhbayar Molor             |

## Links Externos
- «Facebook oficial» (em mongol)
- «LinkedIn oficial» (em inglês)
- FC Deren no Soccerway
- FC Deren no Global Sports Archive